# 3,4-ジメチル-1,2-シクロペンタンジオン
3,4-ジメチル-1,2-シクロペンタンジオンは、化学式C7H10O2で表される環状ケトンの一種である。

## 構造
ケト型、エノール型（ケト-エノール互変異性）が存在する。

## 香料
たばこやコーヒー、ロースト製品の香料に、最終製品ベースで0.3～4.0ppmほど使用される。天然にはコーヒーやたばこ、木材の煙から発見されている。